# Bibliothèque nationale et universitaire de la République serbe
La Bibliothèque nationale et universitaire de la République serbe (en serbe cyrillique : Народна и универзитетска библиотека Републике Српске ; en serbe latin : Narodna i univerzitetska biblioteka Republike Srpske) est une bibliothèque située à Banja Luka, la capitale de la république serbe de Bosnie, en Bosnie-Herzégovine. Elle a été créée en 1935.

## Histoire
La bibliothèque nationale de Banja Luka a été créée le 25 novembre 1935 sous le nom de Bibliothèque nationale du Roi Pierre Ier le Grand Libérateur (en serbe cyrillique : Народна библиотека Краља Петра I Великог Ослободиоца). Elle fut d'abord installée dans les anciens locaux d'une école primaire et financée par l'administration de la Banovine du Vrbas et la municipalité de Banja Luka ; des dotations en ouvrages lui furent attribuées par la Salle de lecture serbe de la ville, par le Lycée et par quelques riches particuliers. En 1936, elle fut transférée dans des locaux plus vastes et miaux adaptés aux besoins d'une bibliothèque publique.
À la suite d'une décision de l'assemblée municipale de Banja Luka, le 30 juillet 1980, la Bibliothèque nationale a changé de nom et est devenue la Bibliothèque nationale et universitaire Petar Kočić, en hommage à l'un des plus grands écrivains originaires de la ville, puis, après la guerre de Bosnie-Herzégovine, le 7 décembre 1999, elle a reçu son nom actuel de Bibliothèque nationale et universitaire de la République serbe.

## Services
La bibliothèque possède trois salles de lecture pour les étudiants, pour un total de 120 places, une salle pour la lecture des périodiques, avec un catalogue électronique de 3 200 journaux, magazines ou périodiques nationaux ou internationaux, une salle de lecture pour la jeunesse. Une petite salle de lecture est ouverte en annexe dans le quartier d'Obilićevo. En outre, la bibliothèque dispose de trois salles de lecture étrangères : la salle de lecture française Victor Hugo, la salle de lecture allemande Thomas Mann et la salle de lecture américaine, qui est en fait un American Corner. La salle Victor Hugo, inaugurée en 2000, possède un fonds de 3 000 titres en français ; l'American Corner a ouvert ses portes au sein de la bibliothèque le 2 décembre 2005.
La bibliothèque propose également un service de prêt d'ouvrages mais aussi une bibliothèque numérique qui compte 20 000 pages de journaux et magazines, des livres et, notamment, des livres rares et anciens.